# Swammerdamella pusilla
Swammerdamella pusilla är en tvåvingeart som först beskrevs av Walker 1848.  Swammerdamella pusilla ingår i släktet Swammerdamella och familjen dyngmyggor. Inga underarter finns listade i Catalogue of Life.